# Chris Atkinson
Chris Atkinson (Bega, Nova Gales do Sul, 30 de novembro de 1979) é um piloto de rali australiano. Participa do Campeonato Mundial de Rali (WRC).
Guiou pela Subaru World Rally Team entre as temporadas de 2005 e 2008. Seu melhor resultado individual no WRC foram dois segundo-lugares, conquistados no Rali do México e Rali da Argentina em 2008. Outros pódios incluem um terceiro lugar no Rali do Japão de 2005 e no Rali de Monte Carlo de 2008.

## Início de carreira
Ao volante de um Mitsubishi Lancer Evo de uma equipa privada do Grupo N, Atkinson impressionou na sua primeira temporada de competição no Campeonato Australiano de Rali. Terminou dentro dos dez primeiros no Grupo N e ficou sempre nos vinte primeiros em todas as provas que participou. Durante esse ano, Atkinson marcou o segundo tempo mais rápido em duas ocasiões, o que tendo em conta a sua idade e experiência, dava uma indicação do seu potencial. 
Num dos mais competitivos Campeonatos Australiano de Rali de sempre, Atkinson acabou por ser coroado campeão. Este desempenho despertou a atenção da Suzuki, que lhe ofereceu a oportunidade de conduzir um dos Ignis Super 1600 , que a Suzuki Sport ia levar em 2003 para o Asia-Pacific Rally Championship.
Atkinson compensou a equipa com uma vitória com classe na ronda de abertura do campeonato em Canberra. Depois veio o 2º lugar na Nova Zelândia e Japão seguido de duas vitórias espectaculares na Tailândia e Índia. Atkinson foi coroado campeão da categoria, mas talvez o mais significativo foi a 5ª posição na geral em todas as classes, à frente de muitos e mais potentes carros, quer fossem carros com turbo ou tracção integral.

## Carreira no WRC

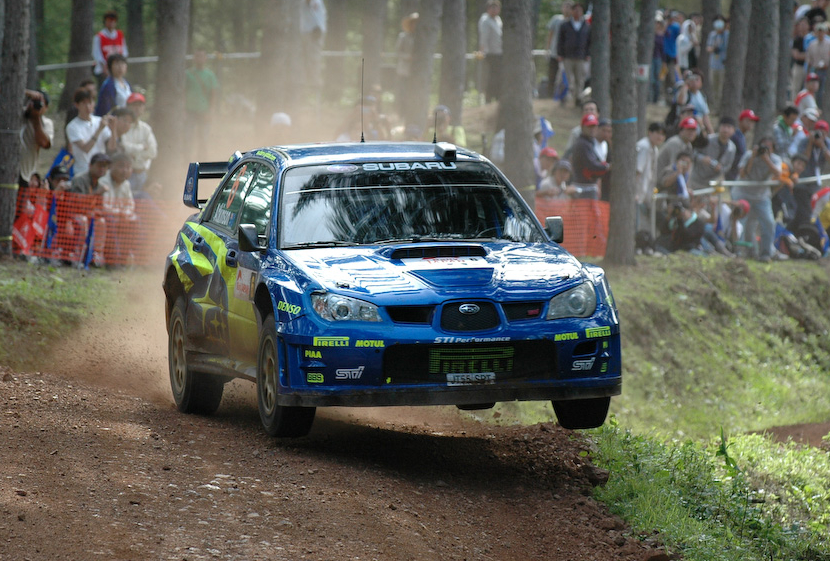
Atkinson no Rali do Japão de 2006.

Após uma temporada de 2006 cheia de velocidade e adrenalina, mas sem resultados práticos, a Subaru disse-lhe que a sua continuação na equipa estava por um fio, caso ele não conseguise equilibrar a sua velocidade com a segurança e resultados bons, seria substituído por outro piloto.
No começo da temporada de 2007, Atkinson silenciou os seus criticos com um 4º lugar no Rali de Monte Carlo. Atkinson ainda foi o mais rápido na especial 10 do rali, em St. Bonnett e também na especial 13, na segunda passagem em St. Bonnett. No último dia do rali, Atkinson estava 0,8 segundos atrás do 4º lugar de Mikko Hirvonen e tinha que ultrapassa-lo na super especial de 2,4 km em Mónaco, usando algumas ruas do famoso traçado da Fórmula 1. Hirvonen fez um tempo de 1:50,9 s, o que significava que Atkinson tinha de fazer pelo menos um tempo de 1:50,1 s para batê-lo, mas Atkinson fez ainda melhor. Atkinson acabou esta super especial com um tempo de 1:49,9 s acabando mesmo por vencê-la. Hirvonen mostrou um grande desportivismo ao ser o primeiro a felicitá-lo pelo resultado.
No Rali da Finlândia em 2007, Atkinson marcou o tempo mais rápido da especial de abertura que teve lugar numa pista de hipismo em Killeri, tendo liderado o rali por pouco tempo. O piloto da Subaru que tinha começado a 9ª etapa do mundial em 7º lugar da geral, com 50 pontos de atraso do líder Marcus Grönholm, acabou por marcar 1:20,6 s ganhando a especial que seria a sua 8ª vitória em etapas.
- Commons